# أنهالت كوتن
أنهالت كوتن (Anhalt-Köthen) وجدت في مناسبتين منفصلتين. تم إنشاء أول دولة في 1396 عندما تم تقسيم إمارة أنهالت زربست إلى أنهالت دساو وأنهالت كوتن. استمرت الفترة الأولى حتى عام 1552 عندما توارثتها أنهالت دساو.
أنشئت للمرة الثانية في عام 1603 بتقسيم إمارة أنهالت زربست. مع وفاة الأمير أوغست لودفيش في عام 1774 تم تقسيم الإمارة بإنشاء دولة أنهالت بليس الجديدة.
في سنة 1806، رُقيت أنهالت كوتن إلى دوقية. مع وفاة الدوق هاينريش في عام 1847 انقرض خط أنهالت كوتن فورثه دوق أنهالت دساو.